# Biancade
Biancade (Biancae [bjaŋˈkae] in veneto) è una frazione del comune di Roncade, in provincia di Treviso.

## Geografia fisica
Biancade è situata a nord del capoluogo comunale da cui dista circa 3 km. Il centro abitato e il territorio circostante sono attraversati dal fiume Musestre che scorre da nord a sud. Verso nord-est, il fiume Vallio segna il confine con Monastier di Treviso. A nord, inoltre, confina con San Biagio di Callalta e ad ovest con Silea.

## Origini del nome
Lo storico Ivano Sartor attribuisce il toponimo Biancade alla termine veneto sbiancade con il quale si indicavano le aree disboscate. A partire dall'anno Mille, infatti, si notò un grande sviluppo agricolo in seguito all'abbattimento di selve e alla bonifica del territorio.

## Storia

### Preistoria
Testimonianze della presenza umana si hanno a partire dal neolitico. Tra il 1992 e il 1994 una campagna di scavi condotti in località San Andrea del Riul ha portato alla luce interessanti reperti che testimoniano la presenza di un villaggio risalente alla fine del V o agli inizi del IV millennio a.C. Altri reperti nello stesso luogo riguardano la metà del IV millennio a.C. Tali insediamenti vennero poi abbandonati probabilmente in conseguenza alle esondazioni del Vallio.

### L'epoca romana e le invasioni barbariche
In epoca romana l'insediamento umano fu favorito dalla vicinanza della via Claudia Augusta Altinate e dalla presenza del fiume Musestre, che proprio da qui può essere percorso da modeste imbarcazioni sino alla foce sul Sile e più a valle sino alla laguna di Venezia. Il territorio era compreso nell'agro Altinate orientale.
Dell'alto medioevo non si hanno particolari annotazioni su Biancade, anche se si può ipotizzare che la presenza della via Claudia Augusta abbia favorito le invasioni barbariche. Nell'anno 453 sarebbe passato di qui Attila per saccheggiare Altino e così i Longobardi nel 568.

### Il Medioevo: i Collalto
Nel corso del Medioevo Biancade fu sotto la signoria dei conti di Collalto. In località Castello esisteva allora una fortificazione della famiglia che venne poi venduta ai Sanzi nel 1316. I Collalto rimanevano comunque signori di gran parte dei terreni della zona. Del castello rimangono ancora alcune tracce: un ampio terrapieno digradante dal quale emergono frammenti lapidei ed alcuni fossati che disegnano sul terreno forme circolari.
Durante il periodo comunale Biancade fu soggetta a Treviso. In quel tempo la località era divisa nelle tre regole di Biancade, Castello e Montiron.

### La Serenissima
Dopo una breve sottomissione agli Scaligeri, Treviso venne conquistata definitivamente nel 1338 dalla Repubblica di Venezia. Dopo un primo periodo di incertezza, la pace e la sicurezza portarono una nuova stagione di sviluppo economico nella zona. L'attività dei cantieri navali di Venezia richiedeva un crescente consumo di legname che veniva prelevato dai boschi della pianura. Da Biancade il legname veniva trasportato via fiume fino alla laguna. Fu in questo periodo che le nobili famiglie veneziane trovarono nell'ormai sicuro territorio dell'entroterra la sede per costruzioni di villeggiatura oltre che di servizio alle nuove attività legate alla coltivazione delle fertili campagne.

### Da Napoleone all'Unità d'Italia
Con la caduta della Serenissima, il territorio venne a far parte della repubblica Cisalpina. A Biancade il 15 gennaio 1798 giunsero i Francesi e vi restarono per cinque giorni depredando oggetti di valore della chiesa parrocchiale e provocando notevoli danni alla popolazione. Dopo varie traversie, solo nel 1815 il Veneto fu assoggettato agli Austriaci che lo tennero sino all'annessione al Regno d'Italia del 1866.
Per un periodo, Biancade fece parte del comune di Spercenigo, soppresso il 31 gennaio 1877 con Regio Decreto n. 3782; le frazioni di Spercenigo, Nerbon e San Florian (attuale Olmi-San Floriano) vennero accorpate al comune di San Biagio di Callalta, mentre quella di Biancade passò al Comune di Roncade.

## Monumenti e luoghi d'interesse

### La chiesa parrocchiale
La chiesa parrocchiale, intitolata a San Giovanni Battista, è stata costruita nel 1492 sostituendo o rimaneggiando una chiesa precedente. Al suo interno, oltre a varie opere pittoriche del Settecento veneto attribuite a Francesco Zugno, Bartolomeo Litterini ed una pala con La Beata Vergine ed il Bambino con i Santi Simone e Giuda di Michelangelo Morlaiter, si trova un'importante pala del Paris Bordone eseguita nel 1531 e raffigurante una Sacra Conversazione. Collocato in una cantoria lignea decorata, sopra l'ingresso principale, si trova un pregevole organo meccanico, a una tastiera, costruito da Angelo Agostini di Padova nel 1876 riutilizzando le canne metalliche del precedente strumento realizzato verso il 1758 da Nicolò Moscatelli. Restaurato nell'anno 1989 dalla ditta Alfredo Piccinelli di Padova, l'organo è oggetto di interesse per numerosi appassionati e lo strumento è utilizzato durante manifestazioni organistiche come il Festival Organistico Internazionale “Città di Treviso e della Marca Trevigiana”.

### Il Castello di Biancade

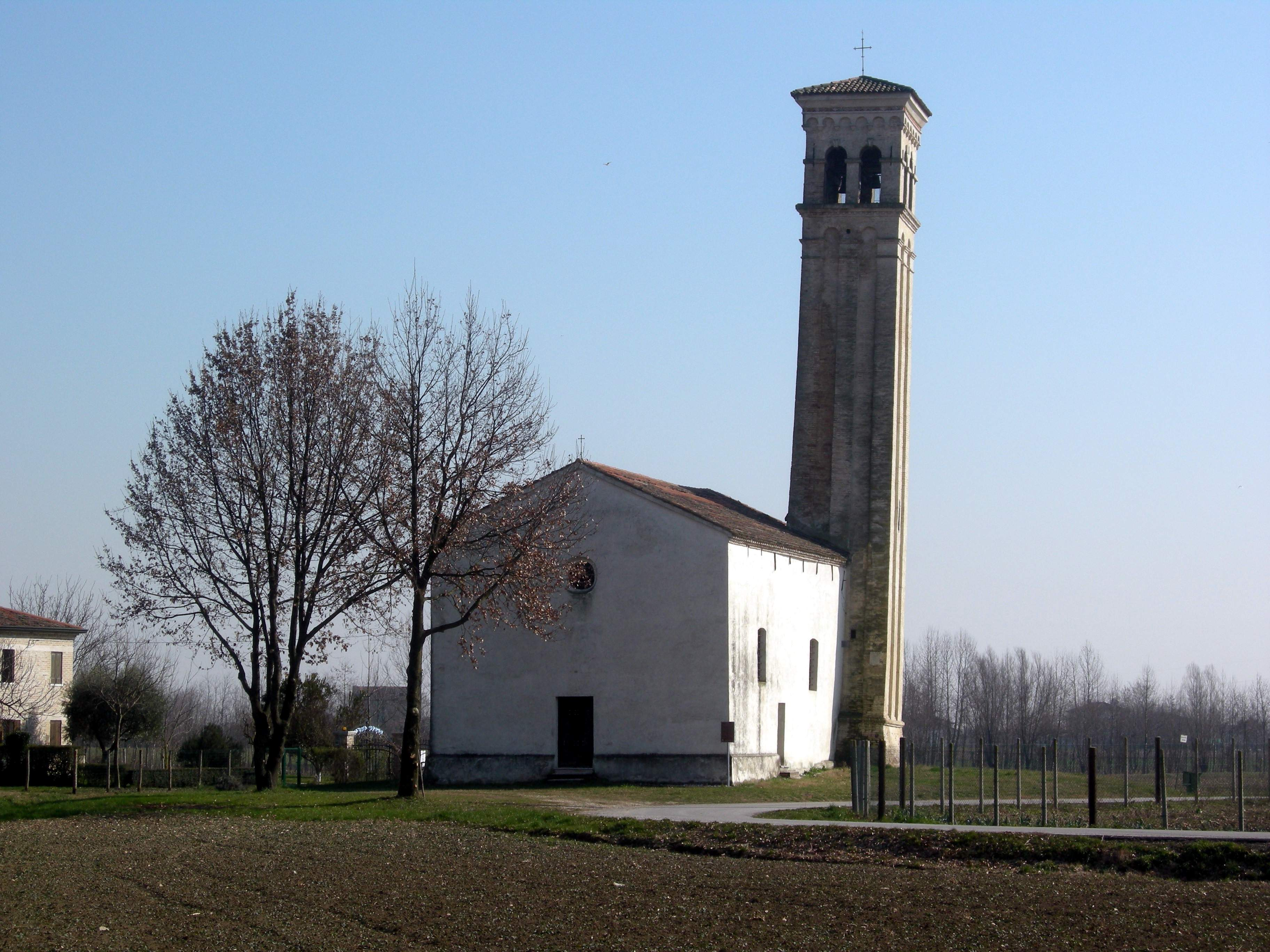
Chiesa di Santa Maria di Castello

Del castello di Biancade rimangono ormai poche tracce ed un toponimo - Castello, appunto - riferito ad un'amena località in riva al Musestre. Qui sorge una chiesetta del XV secolo ricostruita sulle fondazioni di una chiesa altomedievale precedente al 1231. La chiesa, con il campanile del 1560, è intitolata a Santa Maria di Castello, anche se la tradizione popolare la vuole dedicata a San Valentino. All'interno è conservato un altare ligneo del Seicento ed un ciclo di affreschi in parte ancora ricoperti da intonaco. La presenza nei dintorni di motte e fossati, che disegnano nel terreno forme circolari, testimonia l'esistenza in un lontanissimo passato di una costruzione fortilizia. Qui doveva sorgere inoltre un insediamento del periodo romano, come testimoniato dai numerosi reperti rinvenuti anche durante il recente restauro della chiesetta. Dal 2011 la chiesa grazie all'ottima acustica è diventata sede concertistica per eventi di rilievo.

### L'oratorio del Beato Enrico

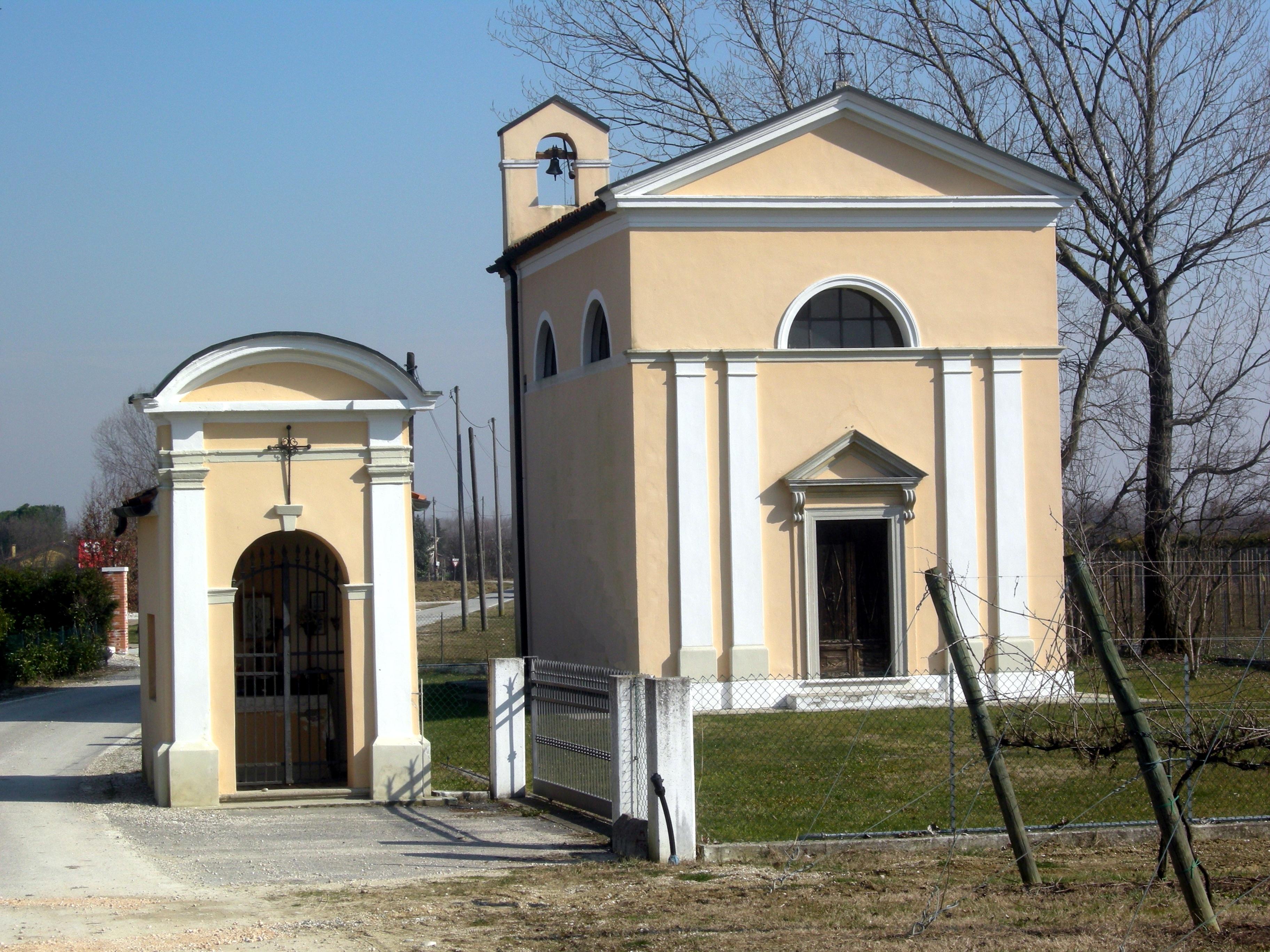
Oratorio del Beato Enrico

L'oratorio intitolato al beato Enrico (o Erico) da Bolzano, noto anche come Arrigo da Bolzano, è stato costruito in suo onore nel 1912 ad ovest della frazione e a ridosso dell'antico tracciato della via Claudia Augusta, non lontano dalla frazione Sant'Elena di Silea. In questa località il beato Enrico, compatrono di Treviso, visse agli inizi del Trecento con la moglie e il figlio Lorenzo lavorando come umile boscaiolo. L'oratorio, eretto con il contributo delle parrocchie del vicariato di San Cipriano, venne benedetto il 10 giugno 1914 dal vescovo di Treviso Andrea Giacinto Longhin.

### La chiesa di Sant'Andrea di Riul
L'oratorio, di antichissima origine, è costruito vicino al corso d'acqua denominato Riul ed è testimoniato fin dagli inizi del XIII secolo.
In età medioevale la cappella aveva un proprio sacerdote officiante e il cimitero attiguo; dipendeva dall'Abbazia di Sant'Eustachio di Nervesa e fu oggetto di numerose contese tra Biancade e le parrocchie contermini (San Biagio di Callalta, Monastier di Treviso, Rovarè, Spercenigo).
La cappella venne abbandonata e crollò probabilmente già nel tardo Medioevo. Il luogo dove essa sorgeva era ritenuto “miracoloso”, poiché si notava che sul sedime dell'edificio sacro non cresceva l'erba; a giudicare la natura miracolosa del fatto nel 1593 venne fatto intervenire lo stesso abate di Nervesa il quale, recatosi sul posto, ordinò al proprietario del terreno di riedificarvi il sacro edificio. Il proprietario si limitò però a costruire un capitello.
L'attuale oratorio fu ricostruito nel 1884 sul fondo di proprietà dei nobili Morosini, al posto del capitello.

### Ville Venete
Di seguito si riporta una breve descrizione delle ville venete vincolate presenti a Biancade:
- Villa Morosini, in via P. Bordone, sec. XVI, costituita da un corpo padronale ed una grande barchessa.[5]
- Villa Barbarigo, Selvatico, sec. XVI, posta su ampio parco vicino al fiume Musestre, con accesso da via G. D'Annunzio. Presenta tracce di decorazioni ad affresco in facciata.[6]
- Villa Ca' Morelli, Bembo, sec. XVII, in via Ca' Morelli, composta da corpo padronale a pianta quadrata e due barchesse staccate laterali. Alla barchessa di sinistra si attesta una cappella gentilizia con all'interno stucchi ed un affresco della Beata Vergine Assunta (sec. XVIII).[7]
- Villa Dary, sec. XVIII, in via Dary, composta da corpo padronale a pianta quadrata. Si conservano alcune pertinenze di tipo rustico poste ad ovest, mentre un piccolo oratorio venne demolito nel 1936.[8]

Altre Ville Venete presenti nel territorio di Biancade:
- Villa Calvi, Brandolini, Anselmi, in via Dary, sec. XVII. Il corpo padronale è tripartito con scalone in facciata, annessi rustici sul lato sinistro, mentre a destra un oratorio con facciata verso est, su via Dary.[9]
- Villa Dal Peder, in via G. D'Annunzio, costruzione settecentesca non schedata dal catalogo ville Venete. Quello che rimane del corpo padronale, ricostruito nel 2010, è ora adiacente ad un nuovo insediamento residenziale.